# 克朗代克 (馬里蘭州)
克朗代克（英語：Klondike）是位於美國馬里蘭州亞利加尼縣的一個普查規定居民點。

## 人口
根據2020年美國人口普查的數據，克朗代克的面積為1.01平方千米，當中陸地面積為1.01平方千米，而水域面積為0.00平方千米。當地共有人口103人，而人口密度為每平方千米101.98人。